# Injektion (medicin)

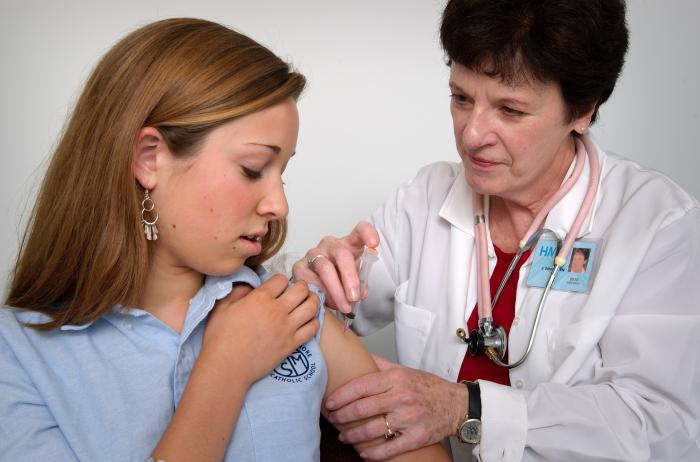
Intramuskulär injektion

Injektion - att med injektionsspruta (pump, verktyg etc.) och kanyl (nål, spets, m.m) applicera medicin, drog eller annat ämne inuti kroppen. Antingen muskulärt (i muskel), intravenöst (i en ven) eller subkutant (under huden). Att injicera i en ven ger så gott som ögonblicklig effekt medan muskulär injektion ger långsammare upptag och fördelning i kroppen. Långsammast upptag fås av subkutana injektioner eftersom genomblödningen subkutant är sämre än till exempel i en muskel.